# Видья Балан
Видья Балан (там. வித்யா பாலன், малаял. വിദ്യ ബാലൻ, произн. [ʋɪd̪jaː baːlən]; род. 1 января 1978, Оттапалам, округ Палаккад штат Керала) — индийская киноактриса, снимающаяся в основном в фильмах на хинди, и модель, обладательница нескольких десятков номинаций и более полусотни призов различных индийских кинопремий, преимущественно в категории «Лучшая женская роль». В 2014 году за вклад в индийский кинематограф получила правительственную награду Падма Шри.

## Биография и развитие карьеры

### Ранний период жизни и первый опыт актёрской карьеры
Видья Балан родилась 1 января 1978 года в Оттапаламе (штат Керала) в семье бизнесмена П. Р. Балана (ныне вице-президент по кадрам телекоммуникационной компании Digicable) и его жены Сарасвати Балан. Согласно словам самой Видьи, в её семье общаются на смеси тамильского и малаялам, сама же она также владеет хинди, маратхи, бенгальским и английским языками. Старшая сестра Видьи, Прия Балан, работает в рекламной сфере.
Видья выросла в пригороде Бомбея (или районе «Большого Бомбея/Мумбаи») Чембуре, где окончила Старшую школу Св. Антония для девочек. Девушка с юности мечтала о карьере в кино, вдохновляясь работами актрис Шабаны Азми и Мадхури Дикшит.
В 16-летнем возрасте она получает первую известность на актёрском поприще, исполнив одну из центральных ролей — умной, но близорукой и глуховатой Радхики Матхур — в популярном ситкоме реж. Экты Капур «Мы впятером». Режиссёр Анураг Басу предложил ей роль в новой мыльной опере, однако девушка отклонила предложение, желая сделать карьеру именно в кино. Её родители поддержали её желание, однако настояли, чтобы она получила и высшее образование. Следуя совету родителей, она получила диплом бакалавра в колледже Св. Ксаверия, а впоследствии и степень магистра по социологии в Мумбайском университете.

### Неудачные попытки и первый успех в кино (2000—2003 годы)
Ещё обучаясь в университете, Видья была выбрана на главную роль в фильме на малаялам Chakram, а чуть позднее — «подписана» на работу ещё в 12 фильмах. Однако, когда из-за различных проблем проект был заморожен, кинопродюсеры, никак не ожидавшие такого с занятым в главной мужской роли уже знаменитым Моханлалом, обвинили молодую актрису в привнесении «плохой кармы», а также заменили её другими актрисами в остальных запланированных фильмах.
Следующие попытки Видьи относились к кино на втором родном для неё тамильском языке. В 2001 году она была выбрана на главную роль в картине Н. Лингусами Run (вышла в 2002 году), однако после первых отснятых сцен её заменили Мирой Джасмин; подобное же произошло на съёмках фильма «Всем сердцем» Равичандрана (2002—2003), где её заменили Тришей Кришнан. Ещё один фильм, на съемки в котором она подписала соглашение, при ближайшем рассмотрении оказался любовной комедией и актриса, отличающаяся в жизни большой скромностью, сама разорвала контракт. А лента на малаялам Kalari Vikraman Дипака Мохана, в которой она всё-таки снялась, из-за финансовых трудностей студии так и не вышла на экраны, несмотря на то, что была завершена почти полностью.
Пока у Видьи Балан не складывалась актёрская карьера, она снялась приблизительно в шести десятках рекламных роликов и музыкальных видео в большинстве своём поставленных Прадипом Саркаром, в частности, с группой Euphoria и певицей Шубхой Мудгал. Наконец, в 2003 году она сыграла у Гаутама Халдера в драме на бенгали Bhalo Theko, которая стала её первым фильмом, вышедшим в прокат. Исполнение ею главной роли молодой женщины Ананди, предающейся воспоминаниям о своём прошлом, завоевало Видье её первый приз — Anandalok Awards (одну из наиболее престижных премий бенгальского кино) за лучшую женскую роль.

### Прорыв вБолливуд(2005—2008)
Её дебют в кино на хинди состоялся в 2005 году в музыкальной драме Прадипа Саркара «Ангел любви» (экранизации одноимённого романа Саратчандры Чаттопадхаи о любви идеалистки Лалиты и эгоистичного сына фабриканта Шекхара), на главную роль в которой актриса была избрана в итоге напряжённого полугодового кастинга. Её исполнение роли Лалиты было восторженно встречено критикой, в частности, Дерек Элли из журнала Variety назвал воплощённый Видьей образ «сердцем и душой фильма». На ежегодной церемонии вручения престижнейших премий Болливуда Filmfare Awards «Ангел» принёс ей приз в категории «Лучший женский дебют» и номинацию на титул «Лучшей актрисы». В последующем году Видья также снялась вместе с Санджаем Даттом в комедии Раджкумара Хирани «Братан Мунна 2», исполнив роль радио-ведущей Джханви, возлюбленной главного героя. В ходе подготовки к съёмкам она общалась с ведущими нескольких развлекательных радиостанций и наблюдала за их работой. Эта её работа также была положительно оценена как критиками, так и аудиторией, принесшей фильму-блокбастеру сборы приблизительно в 1,18 миллиарда рупий (около 18 миллионов долларов США).

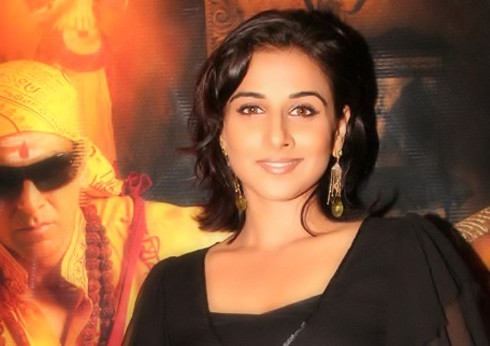
Видья Балан на презентации фильма Лабиринт (фильм, 2007) (2007)

В 2007 году Видья активно работала, снявшись, по крайней мере, в пяти кинолентах, вызвавших заметную реакцию аудитории и/или профессиональной кинокритики. В драме Мани Ратнама «Гуру» (частично основанной на биографии бизнес-магната Дхирубхая Амбани) она сыграла вспомогательную роль женщины, страдающей от рассеянного склероза. Картина, главные роли в которой исполняли такие звёзды, как Митхун Чакраборти, Абхишек Баччан, Айшвария Рай и Мадхаван, собрала хорошую кассу, о исполнении же Видьи Балан критики отозвались как о «таланте, зря потраченном на мизерную роль».
Следующей её работой была, состоящая из шести отдельных историй, романтическая комедия Нихила Адвани «Здравствуй, любовь!», где актриса, исполнившая роль потерявшей после травмы память женщины-телерепортёра Техзиб Хусейн, играла в паре с Джоном Абрахамом. Фильм провалился в прокате и был обруган критикой, однако к игре самой Видьи киноведы отнеслись положительно, в частности, критик портала Rediff.com Суканья Верма расценила «превращение [персонажа] Видьи из уверенной в себе деловой женщины в ранимое и беспомощное существо» как «выдающееся».
Триллер Видху Винода Чопры «Эклавия: Княжеский страж», где она сыграла роль второго плана, оказался коммерчески неудачным, однако был позитивно встречен критикой и выбран в качестве номинации от Индии на «Оскар» 2008 года за лучший фильм на иностранном языке. В то же время, фильм Саджид Хана «Привет, малышка!», где Видья сыграла мать-одиночку, получил неплохие сборы, но преимущественно отрицательные критические отзывы как в целом, так и по участию Видьи Балан; Раджив Масанд с CNN-IBN раскритиковал её гардероб и макияж и назвал её «ахиллесой пятой» фильма.
Пятым и последним фильмом актрисы 2007 года стал психологический триллер «Лабиринт», срежиссированный Приядаршаном хинди-ремейк фильма на малаялам «Сломанный замок» 1993 года (у которого существует ещё минимум два более ранних ремейка на разных языках, «Aaptamitra» на каннада и «Chandramukhi» на тамильском языке). Видья сыграла роль страдающей раздвоением личности Авани Чатурведи, которую в оригинальном фильме исполнила землячка Видьи из штата Керала, актриса и танцовщица Шобана. Фильм пользовался коммерческим успехом, заработав по сумме мирового проката около 830 миллионов рупий (13 миллионов долларов). В то же время, критикам фильм не понравился, хотя к игре в нём актрисы они отнеслись более положительно, оценив её эпитетами от «приемлемой» и «приятной» до «превосходной». Этот фильм принёс ей вторую номинацию Filmfare Awards в категории «Лучшая женская роль».

### Переход к стабильной успешности (с 2009 года)
В 2009 году Видья исполнила ведущую роль незамужней женщины-гинеколога, живущей с сыном-подростком, больным прогерией, в фильме Р. Балакришнана «Папочка». Картина, в которой также играли отец и сын Баччаны (Амитабх Баччан играл роль больного подростка Ауро, его сын — отца Ауро), была хорошо принята критикой, заработав в сумме более 40 номинаций и призов разных институций, принеся самой Видье Балан 7 призов за лучшую женскую роль (не считая невыигранных номинаций) и став, по мнению критиков, важным поворотным пунктом в её карьере. Суканья Верма с Rediff.com, уже выражавшая своё одобрение ею в прошлом, сравнила игру Видьи c Димпл Кападией и отметила, что созданный ею сдержанно-трогательный образ «впечатляет своей грацией и целостностью». Колумнист The Times of India Никхат Казми также подчеркнул, что она «сумела придать редкое достоинство болливудскому образу матери».
За успехом этого фильма последовала чёрная комедия «Для любви нет причин» (2010, режиссёрский дебют Абхишека Чаубея), где вместе с Видьей играли Насируддин Шах, Аршад Варси и Салман Шахид. Персонаж Видьи в этом фильме Кришна Верма — одновременно искательница справедливости и «роковая женщина», манипулирующая мужчинами через свою сексуальную привлекательность. Сама актриса охарактеризовала свою героиню как серьёзный отход от традиционного изображения женщин в кино. Фильм, как и её исполнение (для которого она специально брала уроки местного уттар-прадешского диалекта) получили шумное одобрение критиков. Штатный кинокритик делийского телевидения Анупама Чопра прокомментировала: «Жгучие взгляды Видьи Балан способны прожечь экран, в то время как в её глазах таится трагедия. Она показала, что может дать гигантскую фору любой из штампованных „Барби“, наводнивших сейчас Болливуд, чувственность может быть никак не связана с малоодетостью». За работу в этом фильме актриса была номинирована на титул лучшей актрисы Filmfare Awards «по зрительскому выбору», выиграв аналогичный приз этой же премии «по выбору критиков» и заработав параллельно свою вторую премию за лучшую ведущую женскую роль от журнала Screen.
2011 год отмечен в фильмографии актрисы несколькими значимыми ролями. Первым из них стал вышедший в прокат 7 января этого года полубиографический триллер Раджкумара Гупты «Никто не убивал Джессику», основанный на реальном случае убийства модели и официантки VIP-ресторана Джессики Лал сыном парламентария и министра Ману Шармой, где Видья исполнила роль сестры жертвы, Сабрины Лал, сыгравшей важную роль в доведении дела до суда и приговора виновнику попреки давлению со стороны его многочисленных связей в правительстве штата и страны. По настоянию режиссёра, считавшего, что «Сабрина … сейчас отличается от себя более 10 лет назад, когда всё началось», Видья не встречалась с прототипом своего персонажа, разрабатывая его самостоятельно. Фильм получил смешанные отзывы критики, однако многие из отзывов были согласны друг с другом в восторженной оценке исполнения ведущей актрисы; эта работа принесла Видье Балан ещё одну номинацию на Filmfare Award за лучшую женскую роль. Общие сборы фильма составили порядка 490 миллионов рупий (около 10,8 млн долларов США по среднему курсу 2011 года), что было особо отмечено в прессе, с учётом отсутствия в картине ведущей мужской роли.
В марте 2011 года её творчество было отмечено ретроспективной её фильмов в Австралии в рамках фестиваля Bollywood and Beyond.

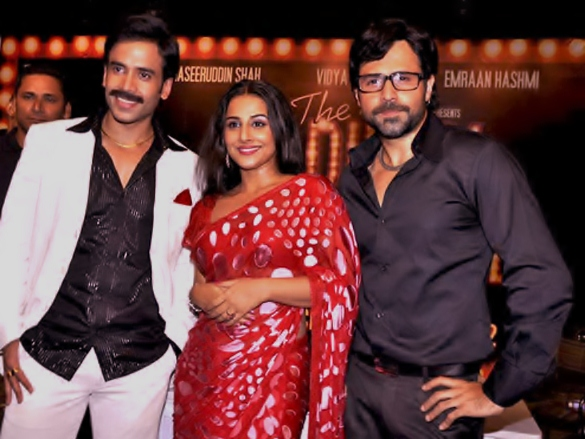
Видья Балан с Тусшаром Капуром и Эмраном Хашми на презентации саундтрека к «Грязному кино»

Следующей заметной работой Видьи Балан стало исполнение главной роли в биопике Экты Капур «Грязное кино», основанном на истории жизни и смерти актрисы Силк Смиты, известной (в формулировке исполнительницы) своей «дерзостью до бесстыдства и вызывающей сексуальностью». Видья охарактеризовала эту роль как самую смелую и дерзкую в своей карьере, добавив, что роль потребовала от неё как достичь серьёзной моральной готовности, так и набрать лишние 12 килограмм веса. Фильм был встречен восторженными оценками, включая единодушный восторг воплощенным Видьей образом, названным рядом критиков лучшей ролью актрисы. Роль принесла актрисе Национальную кинопремию и Filmfare Award за лучшую женскую роль.
В 2015 году она снова снялась в паре с Эмраном Хашми в фильме «Неоконченный роман». Через год она исполнила одну из главных ролей в фильме Te3n и дебютировала в маратхоязычном кино, сыграв Гиту Бали в биографическом фильме Ekk Albela
В начале 2017 года вышел фильм Begum Jaan, где она появилась в роли владелицы публичного дома, заработав положительную оценку критиков. В том же году состоялась премьера Tumhari Sulu, где она сыграла радио-диджея. Фильм имел коммерческий успех, а и принёс ей четвёртую Filmfare Award за лучшую женскую роль.

## Личная жизнь и общественная деятельность

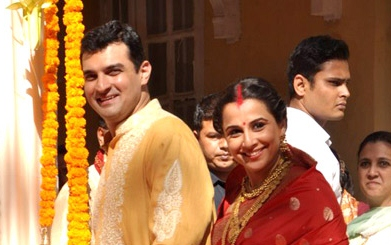
Видья и Сиддхартх Рой Капур на своей свадьбе в декабре 2012 года

Индийские СМИ неоднократно делали предположения о романтических взаимоотношениях Видьи Балан с её партнёрами по киносъёмкам, которые, однако отвергались самой актрисой. Тем не менее, в 2009 году Видья упомянула о закончившейся к тому времени связи с кем-то, позволившим себе комментарии о её весе. По её собственным словам: «Если кто-то важный для тебя унижает тебя — это может тебя сломать. Тот, чьё мнение было мне всегда важно, стал постоянно находить во мне недостатки. Со временем стало необходимым прервать эту связь.» Хотя она не называла имён, таблоиды предположили, что это был Шахид Капур, партнёр Видьи по фильму «Счастливая звезда», однако тот также опроверг их связь.
Давая в мае 2012 года интервью агентству Press Trust of India, Видья Балан объявила, что встречается с продюсером и главой UTV Motion Pictures (индийского кинопроизводства The Walt Disney Company) Сиддхартхом Рой Капуром. 14 декабря 2012 года Видья и Сиддхартх поженились в мумбайском пригороде Бандра.
Помимо актёрского искусства Видья владеет навыками музыканта индийской традиции карнатака, а также изучала танцевальные формы бхаратанатьям и катхак.
Свои религиозные склонности Видья Балан выразила следующим образом: «Я глубоко верующий человек, постоянно общающийся с божеством, но я не особо религиозна в традиционном „организованном“ смысле». Она практикует вегетарианство, и была названа «Самой чувственной вегетарианкой Индии» в опросах, проведенных PETA в 2011—2012 годах, хотя не меньшее освещение в прессе получили и её проблемы, в частности, неустойчивый вес.
Помимо съёмок в кино, Видья является известным общественным деятелем, пропагандирующим гуманитарные ценности и участвующим в деятельности благотворительных организаций. В марте 2011 года Видья Балан агитировала за участие в проводимом Всемирным фондом дикой природы «Часе Земли». Она также участвовала в кампании колкатской организации CINI (Child in Need Institute) против детского голода, а в сентябре 2012 года посетила деревню в Мирзапуре (штат Уттар-Прадеш) в рамках акции продвижения детского образования и борьбы за наделение правами женщин. За её участие в борьбе за права женщин, Видья была награждена в 2012 году Колкатской торговой палатой премией имени Прабхи Кхайтан (Prabha Khaitan Puraskar), став самым молодым лауреатом этой награды. Позднее заслуги Видьи Балан также были отмечены правительством Индии, давшим ей полномочия своего представителя в движении за улучшение санитарных условий в стране. Наконец, в августе 2013 года она выступила в качестве «маршала» шествия в Нью-Йорке на День независимости Индии, а в сентябре этого года — открывала высокотехнологичную образовательную платформу для детей из непривилегированных слоёв населения в уттар-прадешской деревне Тханапур.

## Фильмография
| Год  |   | Русское название                      | Оригинальное название                | Роль                                            |
| ---- | - | ------------------------------------- | ------------------------------------ | ----------------------------------------------- |
| 1995 | с | Мы впятером                           | Hum Paanch                           | Радхика Матхур                                  |
| 2003 | ф |                                       | Bhalo Theko (бенг.)                  | Ананди                                          |
| 2005 | ф | Замужняя женщина / Ангел любви        | Parineeta                            | Лалита                                          |
| 2006 | ф | Братан Мунна 2                        | Lage Raho Munna Bhai                 | радиоведущая Джханви                            |
| 2006 | ф | Здравствуй, любовь!                   | Salaam-e-Ishq                        | Техзиб Хусейн                                   |
| 2006 | ф | Эклавия: Княжеский страж              | Eklavya: The Royal Guard             | Радджо                                          |
| 2007 | ф | Гуру: Путь к успеху                   | Guru                                 | Мину Дасгупта                                   |
| 2007 | ф | Привет, малышка!                      | Heyy Babyy                           | Иша Сахни                                       |
| 2007 | ф | Лабиринт                              | Bhool Bhulaiyaa                      | Авни Чатурведи / Манджулика                     |
| 2007 | ф | Когда одной жизни мало                | Om Shanti Om                         | в роли самой себя в песне «Deewangi Deewangi»   |
| 2008 | ф | Муки совести                          | Halla Bol                            | Снеха Хан                                       |
| 2008 | ф | Талисман удачи                        | Kismat Konnection                    | Прия Салуджа                                    |
| 2009 | ф | Папочка                               | Paa                                  | Видья                                           |
| 2010 | ф | Для любви нет причин                  | Ishqiya                              | Кришна Верма                                    |
| 2011 | ф | Никто не убивал Джессику              | No One Killed Jessica                | Сабрина Лал                                     |
| 2011 | ф | Уруми                                 | Urumi (малаял.)                      | Макком / учительница Бхуми                      |
| 2011 | ф | Спасибо тебе                          | Thank You                            | Жена Кишана                                     |
| 2011 | ф | Порочный круг                         | Dum Maaro Dum                        | госпожа Каматх (камео)                          |
| 2011 | ф | Грязное кино                          | The Dirty Picture                    | Решма / Силк Смита                              |
| 2012 | ф | История                               | Kahaani                              | Видья Багчи                                     |
| 2012 | ф | Хочу Феррари                          | Ferrari Ki Sawaari                   | приглашённая звезда в песне «Mala Jau De»       |
| 2013 | ф | Говорит и показывает Бомбей           | Bombay Talkies                       | в роли самой себя в песне «Apna Bombay Talkies» |
| 2013 | ф | Чокнутый                              | Ghanchakkar                          | Ниту Атре                                       |
| 2013 | ф | Однажды в Мумбаи. История повторяется | Once Upon Ay Time In Mumbai Dobaara! | камео                                           |
| 2013 | ф | Махабхарата                           | Mahabharat                           | Драупади (голос и внешность персонажа)          |
| 2014 | ф | Обратная сторона семейной жизни       | Shaadi Ke Side Effects               | Триша                                           |
| 2014 | ф | Детектив Бобби                        | Bobby Jasoos                         | Билкис «Бобби» Ахмед                            |
| 2015 | ф | Наша неполная история                 | Hamari Adhuri Kahaani                | Васудха Прасад                                  |
| 2016 | ф | Трое                                  | Te3n                                 | Сарита Саркар                                   |
| 2016 | ф |                                       | Ekk Albela (мар.)                    | Гита Бали                                       |
| 2016 | ф | История 2                             | Kahaani 2: Durga Rani Singh          | Видья Синха / Дурга Рани Сингх                  |
| 2017 | ф | Бегум Джан                            | Begum Jaan                           | Бегум Джан                                      |
| 2017 | ф | Ваша Сулу                             | Tumhari Sulu                         | Сулочана «Сулу» Дюбей                           |
| 2019 | ф | Прямой взгляд                         | Nerkonda Paarvai (там.)              | Кальяни                                         |
| 2019 | ф | Миссия на Марс                        | Mission Mangal                       | Тара Шинде                                      |
| 2019 | ф | НТР: Герой                            | NTR: Kathanayakudu (тел.)            | Нандамури Басава Такарам                        |
| 2020 | ф | Шакунтала Деви: Человек-компьютер     | Shakuntala Devi                      | Шакунтала Деви                                  |
| 2021 | ф | Тигрица                               | Sherni                               | Видья Винсент                                   |
| 2022 | ф | Пляска                                | Jalsa                                | Майя Менон                                      |
| 2023 | ф | Мотив                                 | Neeyat                               | Мира Рао                                        |
| 2024 | ф | Лабиринт 3                            | Bhool Bhulaiyaa 3                    | Маллика / Манджулика                            |
| 2024 | ф | Два плюс два — это любовь             | Do Aur Do Pyaar                      | Кавья                                           |

## Награды и номинации
| Награды и номинации | Награды и номинации                      | Награды и номинации                            | Награды и номинации         | Награды и номинации | Награды и номинации |
| Год                 | Премия                                   | Категория                                      | Фильм                       | Результат           | Ссылки              |
| ------------------- | ---------------------------------------- | ---------------------------------------------- | --------------------------- | ------------------- | ------------------- |
| 2006                | Filmfare Awards                          | Filmfare Award за лучшую дебютную женскую роль | Ангел любви                 | Победа              | [ 84 ]              |
| 2006                | Filmfare Awards                          | Filmfare Award за лучшую женскую роль          | Ангел любви                 | Номинация           |                     |
| 2006                | Премия международной академии кино Индии | Звездный женский дебют года                    | Ангел любви                 | Победа              | [ 85 ]              |
| 2006                | Премия международной академии кино Индии | Лучшая женская роль                            | Ангел любви                 | Номинация           |                     |
| 2006                | Zee Cine Awards                          | Лучший женский дебют                           | Ангел любви                 | Победа              | [ 86 ]              |
| 2006                | Zee Cine Awards                          | Лучшая женская роль                            | Ангел любви                 | Номинация           |                     |
| 2006                | Producers Guild Film Awards              | Лучшая женская роль                            | Ангел любви                 | Номинация           |                     |
| 2006                | Producers Guild Film Awards              | Лучшая дебютная женская роль                   | Ангел любви                 | Победа              |                     |
| 2013                | Filmfare Awards                          | Filmfare Award за лучшую женскую роль          | История                     | Победа              | [ 87 ]              |
| 2013                | Премия международной академии кино Индии | Лучшая женская роль                            | История                     | Победа              | [ 88 ]              |
| 2013                | People's Choice Awards India             | Любимая актриса                                | История                     | Номинация           |                     |
| 2013                | Producers Guild Film Awards              | Лучшая женская роль                            | История                     | Победа              |                     |
| 2013                | Lions Gold Awards                        | Любимая актриса — по мнению критиков           | История                     | Победа              |                     |
| 2013                | BIG Star Entertainment Awards            | Самая интересная актриса                       | История                     | Номинация           |                     |
| 2013                | BIG Star Entertainment Awards            | Самая интересная актриса в жанре триллер       | История                     | Номинация           |                     |
| 2017                | Filmfare Awards                          | Filmfare Award за лучшую женскую роль          | Kahaani 2: Durga Rani Singh | Номинация           | [ 89 ]              |
| 2018                | Filmfare Awards                          | Filmfare Award за лучшую женскую роль          | Tumhari Sulu                | Победа              | [ 63 ]              |